# AccorHotels Arena
„Пале Омниспорт дьо Пари-Берси“, също така познат под своя акроним ПОПБ, просто „Берси“ или в превод Дворец на спорта „Берси“, е многофункционално закрито спортно съоръжение в Париж, Франция.
Намира се на булевард „Берси“ в едноименния квартал „Берси“, 12-и арондисман на града (югоизточната част). Разположено е на брега на река Сена.
Има капацитет до 14 768 души. Използва се както за спортни, така и за музикални и други културни изяви.